# 837-й истребительный авиационный полк
837-й истребительный авиационный полк — воинская часть вооружённых сил СССР в Великой Отечественной войне.

## История
Управление полка сформировано летом 1942 года на тыловом аэродроме Мончегорска. На вооружение полка находились самолёты Hawker Hurricane.
В составе действующей армии с 14.04.1942 (так по Перечню № 12, однако из иных источников следует более позднее прибытие в состав действующей армии) по 10.11.1942.
Базировался на аэродроме Мурмаши. Введён в активные боевые действия только в сентябре 1942 года, после ускоренного курса двухмесячной подготовки лётчиков на тыловом аэродроме Мончегорска, прикрывает Мурманск, Туломскую гидроэлектростанцию и Кировскую железную дорогу, ведёт бои с истребительной авиацией, прикрывает водные пути в Кольском заливе противника в том районе.
За месяц боёв необученными лётчиками, полк практически полностью потерял материальную часть и был расформирован.
По официальной версии, опять же в соответствии с Перечнем № 12 10.11.1942 переформирован в 837-й смешанный авиационный полк

## Подчинение
| Дата            | Фронт (округ)    | Армия      | Корпус | Дивизия | Примечания |
| --------------- | ---------------- | ---------- | ------ | ------- | ---------- |
| 01.06.1942 года | Карельский фронт | 14-я армия | -      | -       | -          |
| 01.07.1942 года | Карельский фронт | 14-я армия | -      | -       | -          |
| 01.08.1942 года | Карельский фронт | 14-я армия | -      | -       | -          |
| 01.09.1942 года | Карельский фронт | 14-я армия | -      | -       | -          |
| 01.10.1942 года | Карельский фронт | 14-я армия | -      | -       | -          |
| 01.11.1942 года | Карельский фронт | 14-я армия | -      | -       | -          |